# Nagroda IIFA dla Najlepszego Aktora
Nagroda IIFA dla Najlepszego  to jedna z nagród indyjskiego kina w języku hindi, forma Nagrody International Indian Film Akademy. Nominacji dokonują osobistości kina bollywoodzkiego, a wyboru drogą internetową widzowie z całego świata. Wielokrotnymi zwycięzcami są Hrithik Roshan (3-krotnie) i Shah Rukh Khan (dwukrotnie)

## Lista zwycięzców
| Rok  | Aktor            | Film                  |
| ---- | ---------------- | --------------------- |
| 2000 | Sanjay Dutt      | Vaastav               |
| 2001 | Hrithik Roshan   | Kaho Naa... Pyaar Hai |
| 2002 | Aamir Khan       | Lagaan                |
| 2003 | Shah Rukh Khan   | Devdas (film 2002)    |
| 2004 | Hrithik Roshan   | Koi... Mil Gaya       |
| 2005 | Shah Rukh Khan   | Veer-Zaara            |
| 2006 | Amitabh Bachchan | Black (film)          |
| 2007 | Hrithik Roshan   | Krrish                |
| 2008 | Shah Rukh Khan   | Chak De India         |